# 1628 en littérature
| Années de la littérature : 1625 - 1626 - 1627 - 1628 - 1629 - 1630 - 1631    |
| Décennies de la littérature : 1590 - 1600 - 1610 - 1620 - 1630 - 1640 - 1650 |

Cet article présente les faits marquants de l'année 1628 en littérature.

## Événements
- La première Academia dos singulares, cercle littéraire portugais exerce ses activités à Lisbonne  de 1628 à 1655[1].
- Jansénius commence la rédaction de l’Augustinus, publié en 1640[2].
- René Descartes écrit les Regulæ ad directionem ingenii (« Règles pour la direction de l'esprit »), traité publié inachevé dans les Opera posthuma Cartesii cinquante ans après sa mort en 1701[3].

## Parutions
- Charles Sorel, Avertissement sur l’histoire de la monarchie françoise, Paris, Claude Morlot, 1628 (présentation en ligne)
- Robert Arnauld d'Andilly, Stances pour Jésus-Christ, Paris, Edme Martin, 1628 (s:Livre:Robert Arnauld d'Andilly - Stances Pour Jésus-Christ.djvu)
- Edward Coke, The First Part of the Institutes of the Laws of England : or, A Commentary Upon Littleton, Londres, 1628 (présentation en ligne).
- Pierre de Marbeuf, Recueil de Vers, Rouen, David du Petit-Val, 1628 (présentation en ligne).

## Naissances
- 12 janvier : Charles Perrault, écrivain français († 16 mai 1703).
- Theophilus Gale, théologien anglais († 1678)

## Décès
- 16 octobre : François de Malherbe, poète français (° 1555).